# Kanato de Jiva
El Kanato de Jiva o Janato de Jiva (en uzbeko: Хорaзм, Jorazm; en ruso: Хорезм, Joriezm; en persa: خوارزم; en árabe: خوارزم; en chino: 花剌子模) fue un estado fundado en el curso medio y bajo del río Amu Daria, al sur del antiguo delta sobre el mar de Aral.
También identificado con la antigua Corasmia, fue el más antiguo de los tres kanatos uzbekos que existieron entre 1512 y 1920 al sur del mar de Aral. Su antigua capital fue Kunya-Urgench, aunque en 1598, tras un cambio espectacular producido en el curso del Amu Daria, la capital fue trasladada a Jiva, una pequeña fortaleza de la época que comenzó desde entonces a ganar importancia. Durante varios siglos Jiva fue uno de los centros del mundo islámico, antes de pasar a formar parte del Imperio ruso en 1873.

## Nombre

Mapa del Turquestán ruso en el año 1900. El Kanato de Jiva aparece en gris al sur del mar de Aral.

El término "Janato de Jiva" por los que se conoce comúnmente a esta entidad histórica en la erudición occidental, es un calco del inglés que deriva del exónimo ruso: Хивинское ханство, romanizado: Jivinskoie Janstvo. El término fue utilizado por primera vez por los rusos en la segunda mitad del siglo XVII, o en el siglo XVIII.  
Los lugareños de este estado no usaron este término, y en su lugar se refirieron a él como el Vilayet Khwārazm ("Estado de Corasmia").

## Historia

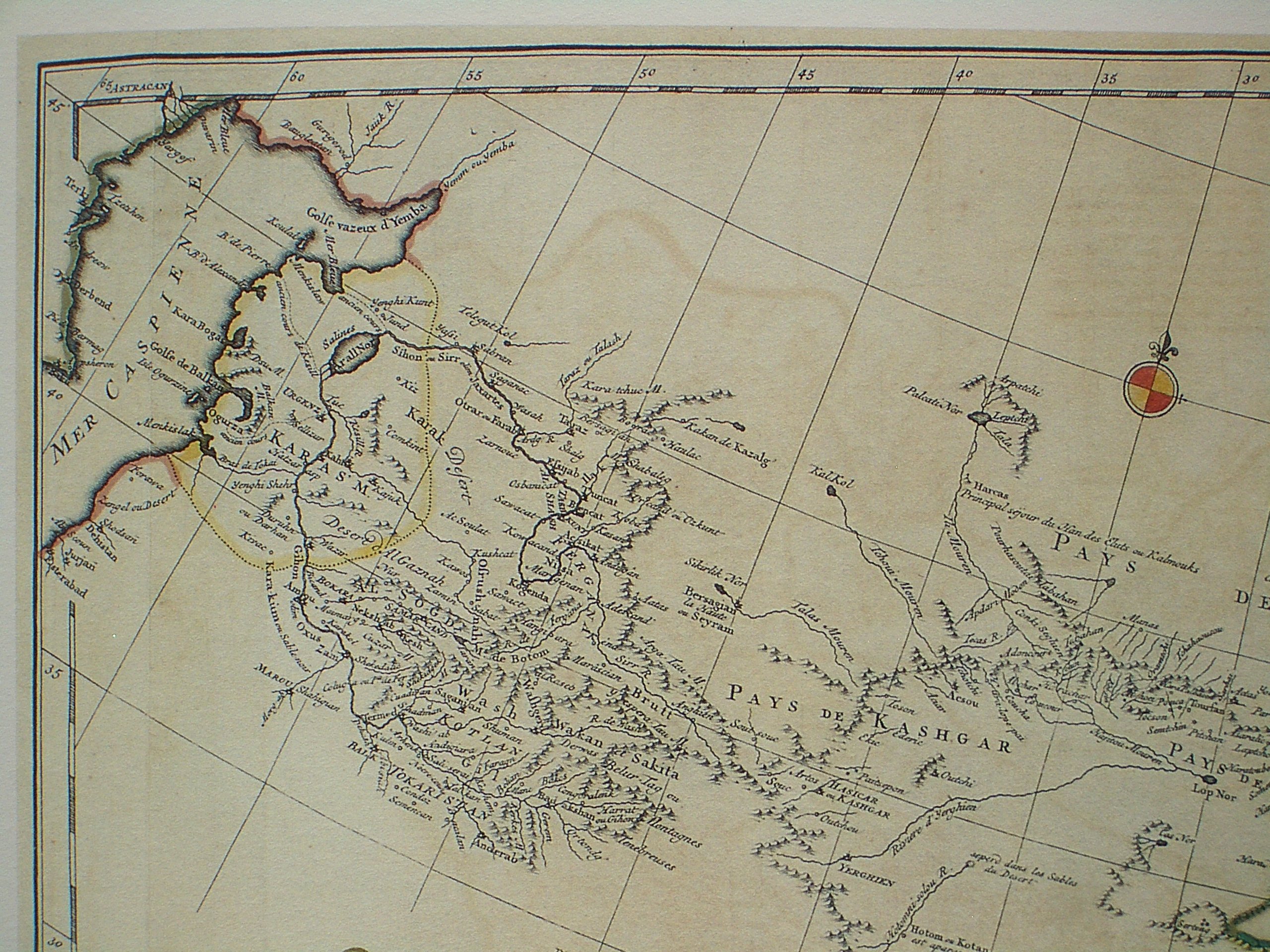
El Janato de Jiva (etiquetado como Karasm), en un mapa francés de 1734. El Janato en el mapa (marcado con amarillo) rodea el Mar de Aral.

En 1512, una nueva dinastía de uzbecos, que se había separado de los shibánidas, se convirtió en la cabeza de un janato independiente en Corasmia. Inicialmente, la capital del estado era la ciudad de Urgench (anteriormente Gurganj), ubicada en el territorio del actual Turkmenistán. En 1598, el cauce occidental del río Amu Daria se seco en Urgench y la capital se trasladó a un nuevo lugar: Jiva. El Amu Daria, que fluía a través del territorio del janato, desembocaba en el mar de Aral, abasteciendo de agua a los habitantes, así como proporcionando una vía fluvial a Europa. A lo largo de los siglos, el río ha cambiado su curso varias veces. A 150 km de Jiva, no lejos de la ciudad de Kunya-Urgench, que significa "vieja Urgench", se encuentran las ruinas de la antigua capital. Era una pequeña ciudad fortificada con diez siglos de historia. La leyenda de su origen cuenta que la ciudad creció alrededor del pozo de Kheivak, cuyo agua tenía un sabor asombroso, y fue un pozo excavado por orden de Sem, el hijo de Noé.
Aunque tenía su sede en el delta del Amu Daria, el Janato solía controlar la mayor parte de lo que hoy es Turkmenistán.